# Oettingen in Bayern
Oettingen in Bayern è un comune tedesco di  5 359 abitanti situato nel land della Baviera.
Vi ha origine l'omonima famiglia comitale, poi principesca dei von Oettingen-Oettingen (oggi Oettingen-Spielberg), che estesero i propri feudi sovrani principalmente intorno alla città di Nördlingen per un'estensione di circa 850 chilometri quadrati con 60 000 sudditi alla fine del XVIII secolo.
Il locale castello barocco è tuttora sede della famiglia principesca.
Nel 1806 le due contee (Oettingen-Spielberg e Oettingen-Wallerstein) furono soggette alla mediatizzazione e divise tra il Regno di Baviera e il Regno di Württemberg.

## Amministrazione

### Gemellaggi
- Bagolino, dal 2000